# Neurona

Partes de una neurona.

La neurona (del griego νεῦρον neûron, ‘cuerda’, ‘nervio’), es una célula que constituye la unidad anatomofuncional del sistema nervioso cuya principal función  es recibir, procesar y transmitir información a través de señales químicas y eléctricas gracias a la excitabilidad eléctrica de su membrana plasmática. Están especializadas en la recepción de estímulos y conducción del impulso nervioso (en forma de potencial de acción) entre ellas mediante conexiones llamadas sinapsis, o con otros tipos de células como, por ejemplo, las fibras musculares. Altamente diferenciadas, la mayoría de las neuronas no se dividen una vez alcanzada su madurez; no obstante, una minoría sí lo hace.
Las neuronas presentan unas características morfológicas típicas que sustentan sus funciones: un cuerpo celular, llamado soma o «pericarion» central; una o varias prolongaciones cortas periféricas que generalmente transmiten impulsos hacia el soma celular, denominadas dendritas; y una prolongación larga centrífuga, denominada axón o «cilindroeje», que conduce los impulsos desde el soma hacia otra neurona o hacia otra célula objetivo.
La neurogénesis en seres adultos fue descubierta apenas en el último tercio del siglo XX. Hasta hace pocas décadas se creía que, a diferencia de la mayoría de las otras células del organismo, las neuronas normales en el individuo maduro no se regeneraban, excepto las células olfatorias. Los nervios mielinizados del sistema nervioso periférico también tienen la posibilidad de regenerarse a través de la utilización del neurolema,[cita requerida] una capa formada de los núcleos de las células de Schwann.

## Historia

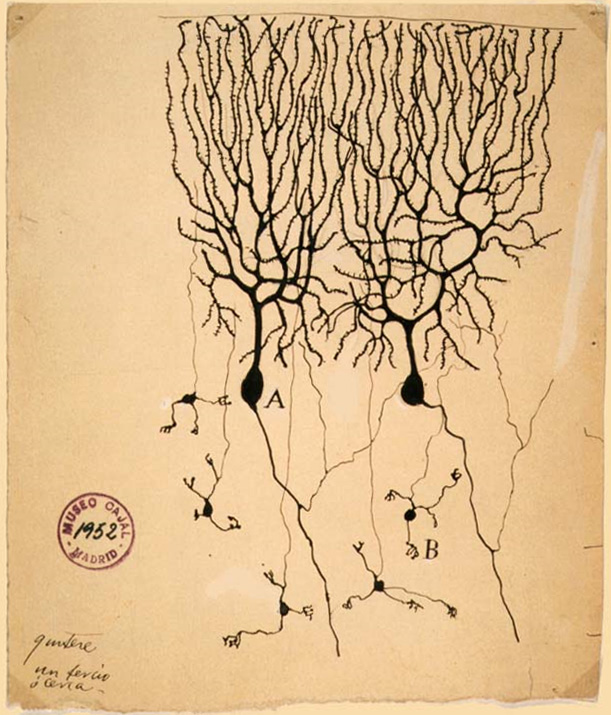
Dibujo de Santiago Ramón y Cajal de las neuronas del cerebelo de una paloma: (A) Célula de Purkinje, un ejemplo de neurona bipolar; (B) célula granular un tipo de neurona multipolar.

Wilhelm Waldeyer fue uno de los fundadores de la teoría de la neurona, acuñando el término “neurona” para describir la unidad celular de la función del sistema nervioso y declarando y clarificando ese concepto en 1891.
A fines del siglo XIX, Santiago Ramón y Cajal situó por primera vez las neuronas como elementos funcionales del sistema nervioso. Cajal propuso que actuaban como entidades discretas que, intercomunicándose, establecían una especie de red mediante conexiones especializadas o espacios. Esta idea es reconocida como la doctrina de la neurona, uno de los elementos centrales de la neurociencia moderna. Se opone a la defendida por Camillo Golgi, que propugnaba la continuidad de la red neuronal y negaba que fueran entes discretos interconectados. A fin de observar al microscopio la histología del sistema nervioso, Cajal empleó tinciones de plata (con sales de plata) de cortes histológicos para microscopía óptica, desarrollados por Golgi y mejorados por él mismo. Dicha técnica permitía un análisis celular muy preciso, incluso de un tejido tan denso como el cerebral.
La neurona es la unidad estructural y funcional del sistema nervioso. Recibe los estímulos provenientes del medio ambiente, los convierte en impulsos nerviosos y los transmite a otra neurona, a una célula muscular o glandular donde producirán una respuesta.

### Doctrina de la neurona

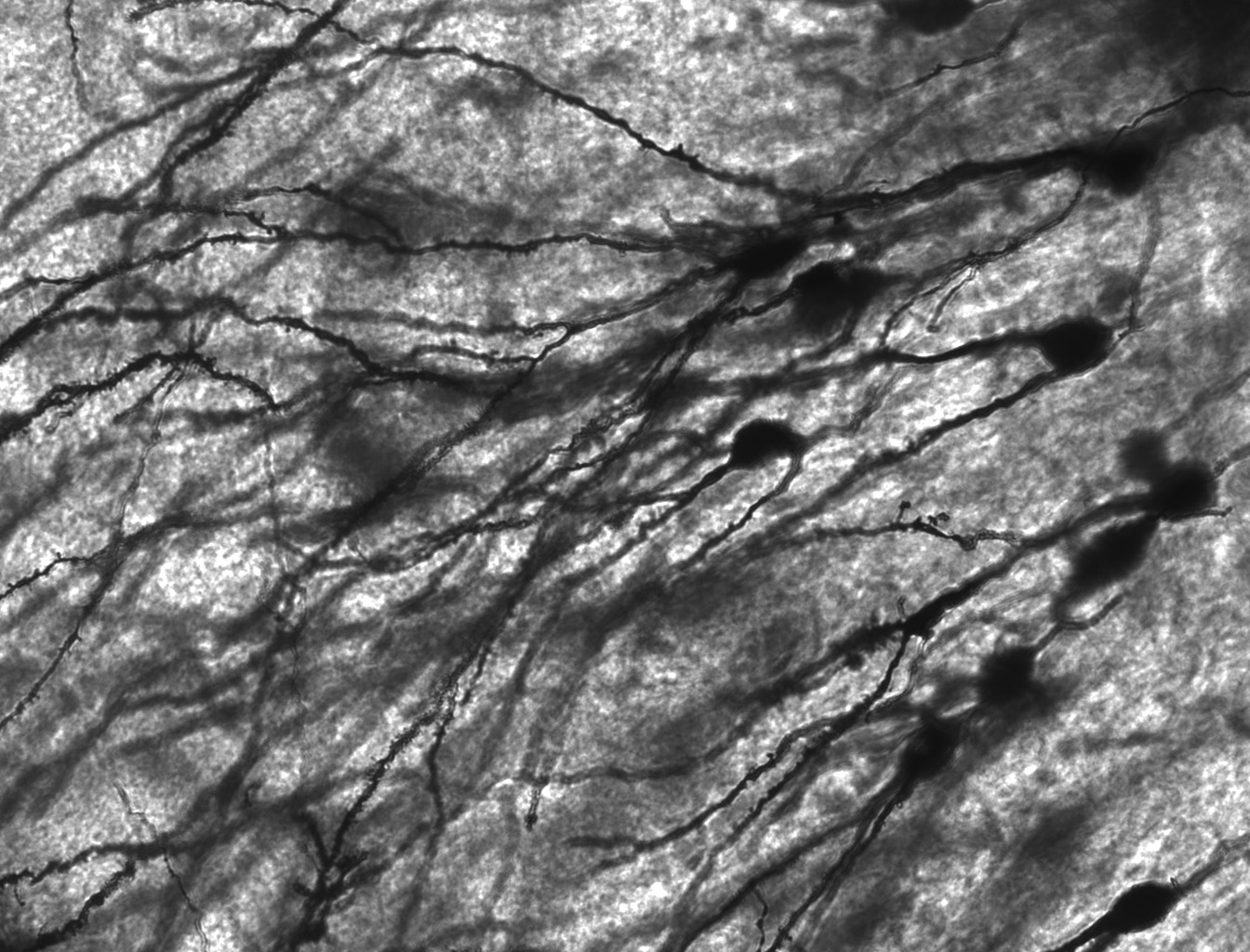
Micrografía de neuronas del giro dentado de un paciente con epilepsia teñidas en negro mediante la tinción de Golgi, empleada en su momento por Golgi y por Cajal.

La doctrina de la neurona, establecida por Santiago Ramón y Cajal a finales del siglo XIX, es el modelo aceptado hoy en neurofisiología. Consiste en aceptar que la base de la función neurológica radica en las neuronas como entidades discretas, cuya interacción, mediada por sinapsis, conduce a la aparición de respuestas complejas. Cajal no solo postuló este principio, sino que lo extendió hacia una «ley de la polarización dinámica», que propugna la transmisión unidireccional de información (esto es, en un solo sentido, de las dendritas hacia los axones). No obstante, esta ley no siempre se cumple. Por ejemplo, las células gliales pueden intervenir en el procesamiento de información, e, incluso, las efapsis o sinapsis eléctricas, mucho más abundantes de lo que se creía, presentan una transmisión de información directa de citoplasma a citoplasma. Más aún: las dendritas pueden dirigir una señal sináptica de forma centrífuga al soma neuronal, lo que representa una transmisión en el sentido opuesto al postulado, de modo que sean los axones los que reciban de información (aferencia).

## Morfología
Una neurona típica consta de: un núcleo voluminoso central, situado en el soma; un pericarion que alberga los orgánulos celulares típicos de cualquier célula eucariota; y neuritas (esto es, generalmente un axón y varias dendritas) que emergen del pericarion.

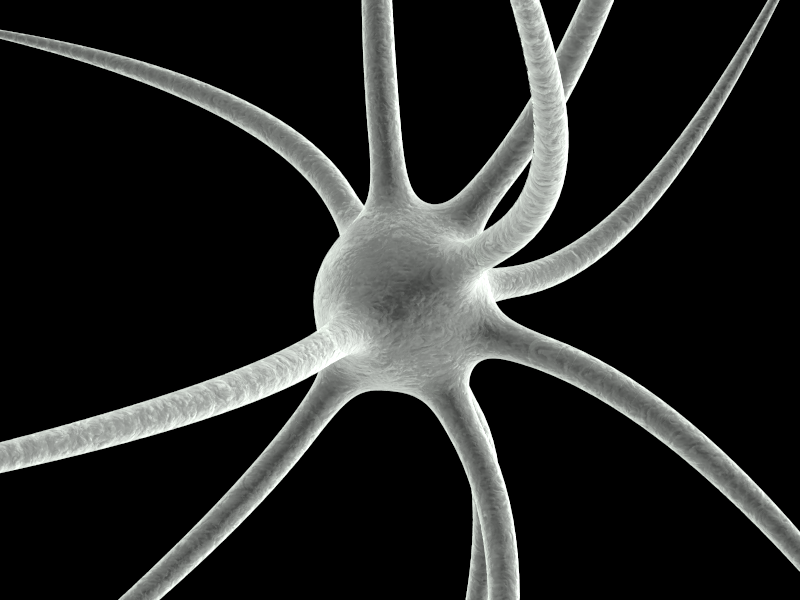
Infografía de un cuerpo celular del que emergen multitud de neuritas.

### Núcleo
Situado en el cuerpo celular de la neurona, suele ocupar una posición central y es muy visible, especialmente en las neuronas pequeñas. Contiene uno o dos nucléolos prominentes, así como una cromatina dispersa, lo que da idea de la relativamente alta actividad transcripcional de este tipo celular. La envoltura nuclear, con multitud de poros nucleares, posee una lámina nuclear muy desarrollada. Entre ambos puede aparecer el cuerpo accesorio de Cajal, una estructura esférica de en torno a 1 μm de diámetro que corresponde a una acumulación de proteínas ricas en los aminoácidos arginina y tirosina.

### Pericarion
Diversos orgánulos llenan el citoplasma que rodea al núcleo. El orgánulo más notable, por estar el pericarion lleno de ribosomas libres y adheridos al retículo rugoso, es la llamada sustancia de Nissl, al microscopio óptico, se observan como grumos basófilos, y, al electrónico, como apilamientos de cisternas del retículo endoplasmático. Tal abundancia de los orgánulos relacionados en la síntesis proteica se debe a la alta tasa biosintética del pericarion.
Estos son particularmente notables en neuronas motoras somáticas, como las del cuerno anterior de la médula espinal o en ciertos núcleos de nervios craneales motores. Los cuerpos de Nissl no solamente se hallan en el pericarion sino también en las dendritas, aunque no en el axón, y es lo que permite diferenciar de dendritas y axones en el neurópilo.
El aparato de Golgi, que se descubrió originalmente en las neuronas, es un sistema muy desarrollado de vesículas aplanadas y agranulares pequeñas. Es la región donde los productos de la sustancia de Nissl posibilitan una síntesis adicional.
Hay lisosomas primarios y secundarios (estos últimos, ricos en lipofuscina, pueden marginar al núcleo en individuos de edad avanzada debido a su gran aumento). Las mitocondrias, pequeñas y redondeadas, poseen habitualmente crestas longitudinales.
En cuanto al citoesqueleto, el pericarion es rico en microtúbulos (clásicamente, de hecho, denominados neurotúbulos, si bien son idénticos a los microtúbulos de células no neuronales) y filamentos intermedios (denominados neurofilamentos por la razón antes mencionada).
Los neurotúbulos se relacionan con el transporte rápido de las moléculas de proteínas que se sintetizan en el cuerpo celular y que se llevan a través de las dendritas y el axón.

### Dendritas
Las dendritas son ramificaciones que proceden de la soma neuronal que consiste en proyecciones citoplasmáticas envueltas por una membrana plasmática sin envoltura de mielina. En ocasiones, poseen un contorno irregular, desarrollando espinas. Sus orgánulos y componentes característicos son: muchos microtúbulos y pocos neurofilamentos, ambos dispuestos en haces paralelos; además muchas mitocondrias; grumos de Nissl, más abundantes en la zona adyacente al soma; retículo endoplasmático liso, especialmente en forma de vesículas relacionadas con la sinapsis.

### Axón
El axón es una delgada y extensa prolongación del soma neuronal, que está rodeado por su membrana el axolema. El axolema puede estar recubierto por células de Schwann en el sistema nervioso periférico de vertebrados, con producción o no de mielina. Puede dividirse, de forma centrífuga al pericarion, en tres sectores: el cono axónico, el segmento inicial y el resto del axón.
- Cono axónico. Adyacente al pericarion, es muy visible en las neuronas de gran tamaño. En él se observa la progresiva desaparición de los grumos de Nissl y la abundancia de microtúbulos y neurofilamentos que, en esta zona, se organizan en haces paralelos que se proyectarán a lo largo del axón.
- Segmento inicial del axón (AIS). En él comienza la mielinización externa. En el citoplasma, a esa altura se detecta una zona rica en material electrondenso en continuidad con la membrana plasmática, constituido por material filamentoso y partículas densas. La membrana se continúa con el axolema y se asume que este sector interviene en la generación del potencial de acción que transmitirá la señal sináptica.[14]

En cuanto al citoesqueleto, esta zona posee la organización propia del resto del axón. Los microtúbulos, ya polarizados, poseen la proteína τ, pero no la proteína MAP-2.
- Resto del axón. En esta sección comienzan a aparecer los nódulos de Ranvier y las sinapsis.

## Función de las neuronas
Las neuronas tienen la capacidad de comunicarse con precisión, rapidez y a larga distancia con otras células, ya sean nerviosas, musculares o glandulares. A través de las neuronas se transmiten señales eléctricas denominadas impulsos nerviosos.
Estos impulsos nerviosos viajan por toda la neurona comenzando por las dendritas hasta llegar a los botones terminales, que se pueden conectar con otra neurona, fibras musculares o glándulas. La conexión entre una neurona y otra se denomina sinapsis.
Las neuronas conforman e interconectan los tres componentes del sistema nervioso: sensitivo, motor e integrador o mixto; de esta manera, un estímulo que es captado en alguna región sensorial entrega cierta información que es conducida a través de las neuronas y es analizada por el componente integrador, el cual puede elaborar una respuesta, cuya señal es conducida a través de las neuronas. Dicha respuesta es ejecutada mediante una acción motora, como la contracción muscular o secreción glandular.

### El impulso nervioso

A. Vista esquemática de un potencial de acción ideal, mostrando sus distintas fases. B. Registro real de un potencial de acción, normalmente deformado, comparado con el esquema debido a las técnicas electrofisiológicas utilizadas en la medición.

Las neuronas transmiten ondas de naturaleza eléctrica originadas como consecuencia de un cambio transitorio de la permeabilidad en la membrana plasmática. Su propagación se debe a la existencia de una diferencia de potencial o potencial de membrana (que surge gracias a las concentraciones distintas de iones a ambos lados de la membrana, según describe el potencial de Nernst) entre la parte interna y externa de la célula (por lo general, de −70 mV). La carga de una célula inactiva se mantiene en valores negativos (el interior respecto al exterior) y varía dentro de unos estrechos márgenes. Cuando el potencial de membrana de una célula excitable se despolariza más allá de un cierto umbral (de 65 mV a 55 mV app) la célula genera (o dispara) un potencial de acción. Un potencial de acción es un cambio muy rápido en la polaridad de la membrana de negativo a positivo y vuelta a negativo, en un ciclo que dura unos milisegundos.

### Bases iónicas
El primer registro detallado de un potencial de acción lo realizaron dos investigadores llamados Alan Lloyd Hodgkin y Andrew Fielding Huxley, midieron las corrientes iónicas que suceden durante el potencial de acción. Este registro histórico lo realizaron en el axón de un calamar en 1939.
El potencial de acción comprende tres fases:
1. Potencial en reposo o potencial de membrana, permeabilidad al sodio y al potasio.
2. Despolarización de la membrana celular, al sodio y al potasio.
3. Repolarización de la membrana, al sodio y al potasio.

Se observan cambios de conductancia para el Na y el K durante el potencial de acción. Durante la despolarización y repolarización midieron la conductancia.
Se determina la diferencia de potencial por la diferencia absoluta entre las cargas positivas y negativas entre el interior y el exterior con relación a la membrana. Esta diferencia se computa por la carga aniónica y catiónica entre ambos lados de esta membrana de todos los iones existentes, potasio (K+), magnesio (Mg2+), calcio (Ca2+), sodio (Na+) y cloro (Cl-), principalmente. Sin embargo, cuando un canal iónico se abre, el tránsito iónico es a favor de su gradiente electroquímico, esto es, pretende equilibrar el número de iones, independientemente del potencial trasmembrana actual. Este mecanismo circunstancial de movimiento iónico permite el tránsito entre estados de polarización y despolarización. Un ejemplo de este comportamiento paradójico reside en el mecanismo de los canales aniónicos de cloro abiertos por estimulación gabaérgica: Si en un estado de reposo el interior de la célula postsináptica se encuentra con carga negativa con respecto al exterior, al abrirse este canal, los iones de cloro pasan al interior haciendo más negativa la célula, esto pese a que el interior es ya negativo. Esto sucede, ya que en un estado de reposo el número de iones de cloro es superior en el exterior que en el interior, de modo que la tendencia natural es equilibrar el número introduciendo allá donde hay menos, o sea, en el interior, esto aunque el interior ya sea negativo, y no precisamente por el número de aniones, sino por la carga negativa de todos los elementos celulares.
Este comportamiento es selectivo para los canales iónicos simples. Las bombas iónicas, como la ATPasa de sodio-potasio, intercambian iones entre el interior y el exterior, y viceversa, pero en contra de su gradiente electroquímico por lo que induce a la despolarización. Este mecanismo permite que una célula dada, tiempo después de transmitir una determinada señal eléctrica, entre en estado de reposo manteniendo el interior negativo con respecto al exterior; esto sucede porque extrae más cationes de los que introduce (3 cationes de sodio por cada 2 de potasio).
La transmisión eléctrica en los axones de la neurona se realiza mediante la apertura sincrónica de ciertos canales de sodio y potasio. Para que la transmisión entre las células del axón sea efectiva es imprescindible que la carga absoluta de todas sus células en reposo sea negativa. Esto permite que una carga concreta (positiva) tienda a descargar hacia la célula negativa haciendo que esta sea positiva, de modo que tienda a su vez a descargar hacia la célula adyacente, la cual también es negativa; esto, mientras que las células ya descargadas vuelven a su estado natural haciéndose negativas nuevamente.

### Propiedades electrofisiológicas intrínsecas
Hasta finales de la década de 1980, el dogma de la neurociencia dictaba que solo las conexiones y los neurotransmisores liberados por las neuronas determinaban la función de una neurona. Las investigaciones realizadas por Rodolfo Llinás con sus colaboradores durante los años 80 sobre vertebrados pusieron de manifiesto que el dogma mantenido hasta entonces era erróneo. En 1988, Rodolfo Llinás presentó el nuevo punto de vista funcional sobre la neurona en su artículo «The Intrinsic Electrophysiological Properties of Mammalian Neurons: Insights into Central Nervous System Function» y que es considerado un manifiesto que marca el cambio de mentalidad en neurociencia respecto al aspecto funcional de las neuronas con más de 1250 citas en la bibliografía científica. El nuevo punto de vista funcional sobre la neurona quedó resumido en lo que hoy es conocido por la ley de Llinás.

### Neurosecreción
Las neurosecretoras son neuronas especializadas en la secreción de sustancias que, en vez de ser vertidas en la hendidura sináptica, lo hacen en un capilar sanguíneo, por lo que sus productos son transportados por la sangre hacia los tejidos diana; esto es, actúan a través de una vía endocrina. Esta actividad está representada a lo largo de la diversidad zoológica: se encuentra en crustáceos, insectos, equinodermos, vertebrados, etc.

### Neurodegeneración
Durante la maduración se produce un proceso que implica la degeneración progresiva y/o la muerte de las neuronas. Este proceso, que puede ser normal y natural durante el envejecimiento normal, involucra a las células fundamentales del tejido nervioso y a sus componentes internos, que son los que impiden efectividad en la conducción de información en el cerebro humano, con la consecuente disminución de las funciones cognitivas. Así, durante el envejecimiento normal se limitan funciones cerebrales en la zona afectada, pero también pueden aparecer distintas patologías neurológicas en el ser humano, llamadas enfermedades neurodegenerativas.

## Interacción entre neuronas
El sistema nervioso procesa la información siguiendo un circuito más o menos estándar. La señal se inicia cuando una neurona sensorial recibe un estímulo externo. Su axón se denomina fibra aferente. Esta neurona sensorial transmite una señal a otra aledaña, de modo que acceda un centro de integración del sistema nervioso del animal. Las interneuronas, situadas en dicho sistema, transportan la señal a través de sinapsis. Finalmente, si debe existir respuesta, se excitan neuronas eferentes que controlan músculos, glándulas u otras estructuras anatómicas. Las neuronas aferentes y eferentes, junto con las interneuronas, constituyen el circuito neuronal. Las señales eléctricas no constituyen en sí mismas información, la neurociencia actual ha descartado que las neuronas básicamente sean algo así como líneas telefónicas de transmisión. Esas señales eléctricas en cambio caracterizan el estado de activación de una neurona. Las neuronas se agrupan dentro de circuitos neuronales, y la señal eléctrica, que propiamente es un potencial eléctrico, de una neurona se ve afectada por las neuronas del circuito a las que está conectada. El estado de una neurona dentro de un circuito neuronal cambia con el tiempo, y se ve afectada por tres tipos de influencias, las neuronas excitadoras del circuito neuronal, las neuronas inhibidores del circuito neuronal y los potenciales externos que tienen su origen en neuronas sensoriales.
La función de un determinado grupo de neuronas es alcanzar un determinado estado final en función de los estímulos externos. Por ejemplo, en la percepción del color, un grupo de neuronas puede encargarse de acabar en un determinado estado si el estímulo es "rojo" y otro determinado estado si el estímulo es "verde". El número de "estados estables" posibles del circuito neuronal se corresponde con el número de patrones (en este caso colores diferentes) que puede reconocer el circuito neuronal. Los trabajos de Freeman en los años 1990 aclararon que un determinado grupo de neuronas sigue un patrón de evolución temporal caótico hasta alcanzar un determinado estado. Un estado estable se corresponde con el reconocimiento de un patrón, a nivel microscópico el estado estable es un patrón de activación neuronal dentro de determinado circuito, en el que el potencial de activación está cerca de un atractor extraño de la neurodinámica del grupo. El número de patrones p reconocibles por un número de neuronas se puede relacionar con el número de neuronas que forman el grupo y la probabilidad de error en el reconocimiento de dicho patrón. Las personas más hábiles o más entrenadas en una tarea ejecutan la misma tarea con mucha mayor precisión porque tienen un mayor número de neuronas encargadas de dicha tarea (la repetición espaciada de una actividad refuerza las sinapsis y el número de neuronas potencialmente involucradas en esa tarea). La teoría de Hopfiled y la regla de Hebb estiman la relación entre el número de neuronas N que intervienen en reconocer p patrones y la probabilidad de error Pe en el reconocimiento de patrones:

{\displaystyle P_{e}\approx {\frac {1}{2}}(1-\mathrm {erf} ({\sqrt {2p/N}}))}

donde {\displaystyle \scriptstyle \mathrm {erf} ()} es la llamada función error asociada a la curva de Gauss. Esta ecuación refleja que un pianista profesional o un deportista de élite ejecuta con una probabilidad de error muy pequeña determinada tarea porque su entrenamiento hace que un mayor número de neuronas N esté involucrada en dicha tarea y eso minimiza mucho la probabilidad de error.
El aprendizaje se da cuando por efecto de los patrones de activación reiterados, las conexiones neuronales sufren una reestructuración: ciertas conexiones sinápticas se refuerzan mientras otras conexiones sinápticas se debilitan. El conocimiento que un individuo tiene del mundo se refleja en la estructura de estas conexiones. A su vez el número y el tipo de conexión determina el número de atractores disponibles de la neurodinámica de un circuito y por tanto el número de patrones diferentes que dicho circuito puede identificar. Igualmente el olvido y la pérdida de capacidad tienen igualmente una base fisiológica en el debilitamiento de sinapsis raramente usadas. Cuando un determinado circuito neuronal se activa poco sus sinapsis decaen y pueden llegar a perderse por lo cual el reconocimiento de cierto patrón puede llegar a perderse.

### Velocidad de transmisión del impulso
El impulso nervioso se transmite a través de las dendritas y el axón.
La velocidad de transmisión del impulso nervioso depende fundamentalmente de la velocidad de conducción del axón, la cual depende a su vez del diámetro del axón y de la mielinización de este. El axón lleva el impulso a una sola dirección y el impulso es transmitido de un espacio a otro. Las dendritas son las fibras nerviosas de una neurona, que reciben los impulsos provenientes desde otras neuronas. Los espacios entre un axón y una dendrita se denominan «espacio sináptico» o hendidura sináptica. En las grandes neuronas alfa de las astas anteriores de la médula espinal, las velocidades de conducción axonal pueden alcanzar hasta 120 m/s. Si consideramos que una persona normal puede llegar a medir hasta 2,25 m de altura, al impulso eléctrico le tomaría únicamente 18,75 ms en recorrer desde la punta del pie hasta el cerebro.

### Redes neuronales
Una red neuronal se define como una población de neuronas físicamente interconectadas o un grupo de neuronas aisladas que reciben señales que procesan a la manera de un circuito reconocible. La comunicación entre neuronas implica un proceso electroquímico, mediante el cual una vez que una neurona es excitada a partir de cierto umbral, ésta se despolariza transmitiendo a través de su axón una señal que excita a neuronas aledañas, y así sucesivamente. El sustento de la capacidad del sistema nervioso, por tanto, radica en dichas conexiones. En oposición a la red neuronal, se habla de circuito neuronal cuando se hace mención a neuronas que se controlan dando lugar a una retroalimentación (feedback), como define la cibernética.

### Cerebro y neuronas
El número de neuronas en el cerebro varía drásticamente según la especie estudiada.
Se ha estimado en 2016 que el cerebro humano posee en torno a 85 000 000 000 (ochenta y cinco mil millones;  8,5 × 1010) de neuronas, un número menor a la estimación clásica histórica de cien mil millones.

## Clasificación
El tamaño del cuerpo celular o soma, oscila entre 5-135 micrómetros (μm).

### Según el tamaño
Según el tamaño del soma, las neuronas de un núcleo nervioso se pueden clasificar como parvocelulares y magnocelulares.

### Según la forma
Según la forma, las neuronas se pueden clasificar en:
- Poliédricas: como las motoneuronas del asta anterior de la médula.
- Fusiformes: las que se encuentran en el doble ramillete de la corteza cerebral.
- Estrelladas: como las neuronas aracniformes y estrelladas de la corteza cerebral y las estrelladas, en cesta y Golgi del cerebelo.
- Esféricas: en ganglios espinales, simpáticos y parasimpáticos.
- Piramidales: presentes en la corteza cerebral.

### Según la polaridad
Según el número y anatomía de sus prolongaciones, las neuronas se clasifican en:
- Unipolares: son aquellas desde las que nace solo una prolongación que se bifurca y se comporta funcionalmente como un axón salvo en sus extremos ramificados en que la rama periférica reciben señales y funcionan como dendritas y transmiten el impulso sin que este pase por el soma neuronal. Son típicas de los ganglios de invertebrados y de la retina.
- Bipolares: poseen un cuerpo celular alargado y de un extremo parte una dendrita y del otro el axón (solamente puede haber uno por neurona). El núcleo de este tipo de neurona se encuentra ubicado en el centro de ésta, por lo que puede enviar señales hacia ambos polos de la misma. Ejemplos de estas neuronas se hallan en las células bipolares de la retina (conos y bastones), del ganglio coclear y vestibular, estos ganglios son especializados de la recepción de las ondas auditivas y del equilibrio.

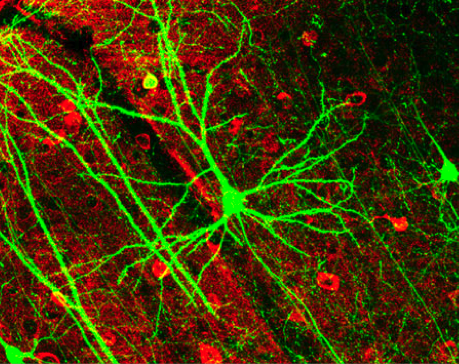
Célula piramidal, en verde (expresando GFP). Las células teñidas de color rojo son interneuronas GABAérgicas.

- Multipolares: tienen una gran cantidad de dendritas que nacen del cuerpo celular. Ese tipo de células son la clásica neurona con prolongaciones pequeñas (dendritas) y una prolongación larga o axón. Representan la mayoría de las neuronas. Dentro de las multipolares, distinguimos entre las que son de tipo Golgi I, de axón largo, y las de tipo Golgi II, de axón corto. Las neuronas de proyección son del primer tipo, y las neuronas locales o interneuronas del segundo.
- Pseudounipolares (monopolar): son aquellas en las cuales el cuerpo celular tiene una sola dendrita o neurita, que se divide a corta distancia del cuerpo celular en dos ramas, motivo por cual también se les denomina pseudounipolares (pseudos en griego significa ‘falso’), una que se dirige hacia una estructura periférica y otra que ingresa en el sistema nervioso central. Se hallan ejemplos de esta forma de neurona en el ganglio de la raíz posterior.
- Anaxónicas: son pequeñas. No se distinguen las dendritas de los axones. Se encuentran en el cerebro y órganos especiales de los sentidos.

### Según las características de las dendritas

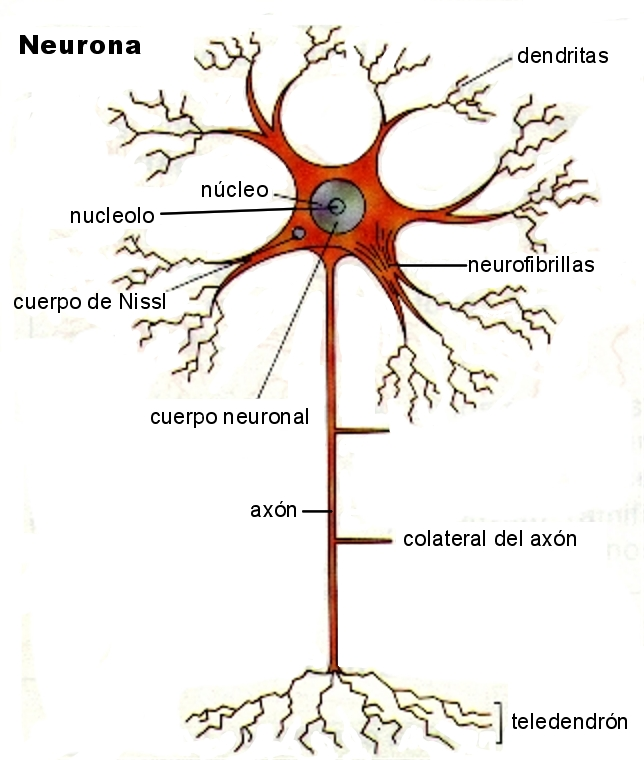

De acuerdo a la naturaleza del axón y de las dendritas, se clasifica a las neuronas en:
- Axón muy largo o Golgi de tipo I. El axón se ramifica lejos del pericarion. Con axones de hasta 1 m.
- Axón corto o Golgi de tipo II. El axón se ramifica junto al soma celular.
- Sin axón definido. Como las células amacrinas de la retina.
- Isodendríticas. Con dendritas rectilíneas que se ramifican de modo que las ramas hijas son más largas que las madres.
- Idiodendríticas. Con las dendritas organizadas dependiendo del tipo neuronal; por ejemplo, como las células de Purkinje del cerebelo.
- Alodendríticas. Intermedias entre los dos tipos anteriores.

### Según el mediador químico
Las neuronas pueden clasificarse, según el mediador químico, en:
- Colinérgicas. Liberan acetilcolina.
- Noradrenérgicas. Liberan norepinefrina.
- Dopaminérgicas. Liberan dopamina.
- Serotoninérgicas. Liberan serotonina.
- GABAérgicas. Liberan GABA, es decir, ácido γ-aminobutírico.

### Según la función
Las neuronas forman parte de circuitos neuronales en los que cumplen diferentes funciones, que de modo simplificado se pueden resumir en:
- Motoras o motoneuronas: sus axones parten del encéfalo y la médula espinal e inervan los músculos para producir los movimientos musculares.
- Sensoriales: captan información del entorno recibida a través de los órganos de los sentidos (tacto, gusto, vista, etc.) y la trasladan al sistema nervioso central.
- Neuronas de proyección: establecen conexiones con otras neuronas entre distintas estructuras del SNC. Son las que Cajal denominó neuronas de axón largo.
- Interneuronas: también llamadas neuronas de circuito local, al igual que las anteriores solo se encuentran en el sistema nervioso central y establecen conexiones con otras neuronas dentro de una misma estructura del SNC. Son las que Cajal denominó neuronas de axón corto.

Las neuronas de proyección y las interneuronas son las más abundantes del sistema nervioso central.

## Evolución
Existen dos hipótesis acerca del origen filogenético de las neuronas. La primera, denominada hipótesis monofilética, postula que las neuronas se originaron en un phylum y a partir de ahí fueron evolucionando hacia formas más complejas. La segunda o hipótesis polifilética, propone que las neuronas se originaron de forma independiente en más de un phylum, en concreto en dos de ellos: los cnidarios y los ctenóforos, por lo que el desarrollo posterior sería un ejemplo de evolución convergente.
En los cnidarios más primitivos, los hidrozoos, se ha descrito una actividad similar a la neural no originada por neuronas, sino por cierto tipo de comunicación entre células epiteliales. En los poríferos, las membranas externas poseen
células capaces de contraerse como respuesta a cambios de presión o de composición del agua. Estas células responden a estímulos específicos y son contráctiles, por lo que se puede considerar que desempeñan funciones sensitivas y motoras. A este tipo de células se les ha denominado neuroides.
De igual manera, actos motores de ciertos pólipos como lo son cerrar y mover sus tentáculos y ventosas provienen de potenciales eléctricos que se propagan de una célula a otra en la capa epitelial de rostral a caudal.
En este sentido, hay que recordar que en los embriones de los vertebrados las células neurales proceden de células epiteliales a través del proceso denominado neurulación.
Todo esto hace pensar que las células nerviosas se diferenciaron en los primeros metazoos por una transformación gradual de células epiteliales (que en los sistemas primitivos desempeñaron una función de iniciadoras de actividad transmisible a células adyacentes) hacia células neuroepiteliales sensibles a estímulos mecánicos, electromagnéticos y químicos, que trasducirían en señales eléctricas y químicas capaces te desarrollar una respuesta ágil y autónoma ante determinados estímulos del medio.
Tras la aparición de la neurona, el siguiente paso evolutivo consiste en la aparición del tejido nervioso. En los primeros animales consistía en una red nerviosa difusa similar a la que presentan las hidras o los corales, en la que la información viaja en todas direcciones sin un patrón reconocible.
Más adelante aparecerá el sistema nervioso ganglionar en los anélidos. La agrupación de neuronas en ganglios hace posible un intercambio más rápido entre neuronas y un mayor grado de integración de la información, y sobre todo a la direccionalidad de los impulsos nerviosos, lo que da lugar conductas más eficientes.
Estos ganglios se distribuyen en los metámeros, alcanzando un mayor protagonismo aquellos que procesan información del exterior y la envían a los músculos y las glándulas.
El tamaño de los ganglios que desarrollan una mayor actividad va aumentando. Se trata de los situados en la zona cercana a la boca, ya que ésta es la que durante la locomoción entra antes en contacto con el mundo exterior. Surge la recepción a distancia de los estímulos ambientales, y paralelamente empiezan a aparecer las interneuronas, células que reciben y envían información exclusivamente a otras células nerviosas.
La importancia que para la supervivencia tiene la función de los ganglios rostrales hace que se conviertan en organizadores de la actividad de los demás ganglios. Este proceso recibe el nombre de encefalización, y alcanzará su mayor grado de desarrollo por primera vez en los artrópodos y moluscos, junto con un desarrollo notable de los órganos de los sentidos y de apéndices articulados que hacen posible la locomoción. Con este cerebro elemental, surge junto a las capacidades de aprendizaje, memoria y comportamiento social, una característica fundamental que es la predicción de eventos futuros.

## Número de neuronas de distintos animales
Distintos animales tienen diferente número de neuronas. No obstante, Caenorhabditis elegans, un gusano nematodo de 1 milímetros (mm) de longitud, posee solo 302 neuronas; y la mosca de la fruta (Drosophila melanogaster), unas 300 000 neuronas, que bastan para permitirle exhibir conductas complejas. Una fácil manipulación de estas especies, con un ciclo de vida muy corto y un cultivo poco exigente, permiten emplearlas para dilucidar el funcionamiento neuronal.

## Redes neuronales artificiales
El conocimiento de las redes neuronales biológicas ha dado lugar a un diseño empleado en inteligencia artificial. Estas redes funcionan porque cada neurona recibe una serie de entradas a través de interconexiones y emite una salida. Esta salida viene dada por tres funciones: una función de propagación que por lo general consiste en el sumatorio de cada entrada multiplicada por el peso de su interconexión; una función de activación, que modifica a la anterior y que puede no existir, siendo en este caso la salida la misma función de propagación; y una función de transferencia, que se aplica al valor devuelto por la función de activación. Se utiliza para acotar la salida de la neurona y generalmente viene dada por la interpretación que queramos darle a dichas salidas.